# Logenstraße 4
Logenstraße 4 ist ein unter Denkmalschutz stehendes Gebäude in Kaiserslautern. Das villenartige Wohnhaus steht in städtebaulich exponierter Lage an einem Platz gegenüber dem Polizeipräsidium Westpfalz. Es gehört zur Denkmalzone Logenstraße.
Der herrschaftliche Bau in den Formen der Neorenaissance wurde 1886 vom Architekten und Direktor des Pfälzischen Gewerbemuseums Carl Spatz für sich selbst und seinen Schwiegervater Friedrich Euler entworfen und errichtet.
Die Fassade des Putzbaus ist vor allem zur Straßenseite umfangreich mit Sandstein-Risaliten und schmiedeeisernen Balkonen gegliedert. Die originale Dachlandschaft ist nicht mehr erhalten und wurde in späterer Zeit stark vereinfacht.
In jüngerer Zeit wurde das Objekt gewerblich (unter anderem von einer Fahrschule sowie einer Werbeagentur) genutzt.